# Yves d'Évreux
Yves d'Évreux (1577–1632) foi um religioso e entomólogo francês. Participou da expedição enviada em 1612 ao Brasil (Maranhão) pelo governo de seu país. Junto de seu amigo Claude d'Abbeville, identificou e batizou com nomes indígenas diversos insetos, tais como às abelhas silvestres, ao mosquito-pólvora, às formigas, às cigarras e aos grilos. Sua obra foi Voyage dans le nord du Brésil, em português:Viagem no norte do Brasil.

## A viagem ao Maranhão
Nascido em uma família modesta, e preparado desde a infância para a vida cenobita, Yves d’Évreux adquiriu em pouco tempo uma reputação excepcional e méritos entre o clero. Mas, menos brilhante ainda que sólida pelas qualidades de seu espírito, ele é lembrado, sobretudo pela ação das circunstâncias decisivas ou arriscadas. Uma ocasião, o provinciano de Tordre lhe escolheu junto a três outros monges para ir evangelizar os índios do Brasil. Algum tempo depois, todos os quatro estavam em Cancale, onde o almirante François de Razilly, um corajoso marinheiro, se preparava para ir à América do Sul. O tenente-general do rei, Daniel de La Touche, senhor da Ravardière, o inspirador deste empreendimento, tinha obtido efetivamente de Henrique IV, por volta de 1605, as cartas patentes a este objetivo. Os banqueiros colocaram-se a favor da reunião dos fundos necessários. Quanto ao apoio moral, ele residia inteiramente dentro do coração destes religiosos.
Partindo de Cancale em março de 1612, a flotilha do almirante Razilly foi quase imediatamente afundada por uma violenta tempestade, que separou seus três navios. Eles se reuniram próximo à costa da Inglaterra, mas, devido a obstáculos no caminho com todas espécies de acidentes, eles não puderam chegar ao destino, o Maranhão, antes de cinco meses depois de partirem. Era um domingo, o dia da festa de Santa Ana, coincidentemente a mãe do almirante tinha este mesmo nome como se fosse um presságio favorável. Antes de descerem a terra, a primeira preocupação foi, segundo o hábito, de plantar uma cruz em sinal de possessão de terra em nome de Deus e da França. Toda tripulação assistiu, cheia de fé a cerimônia. Os cantos encheram o ar, assim como os tiros de salvas de mosqueteiros. Depois de duros sofrimentos de uma longa e penosa navegação, a felicidade transbordava. Hoje em dia, neste mesmo lugar onde o padre Yves, confiante no futuro, cantava em 1612 o Te Deum de ação de graças, se encontra a cidade de São Luís do Maranhão, cuja origem remonta a esta época.

## Em terras maranhenses

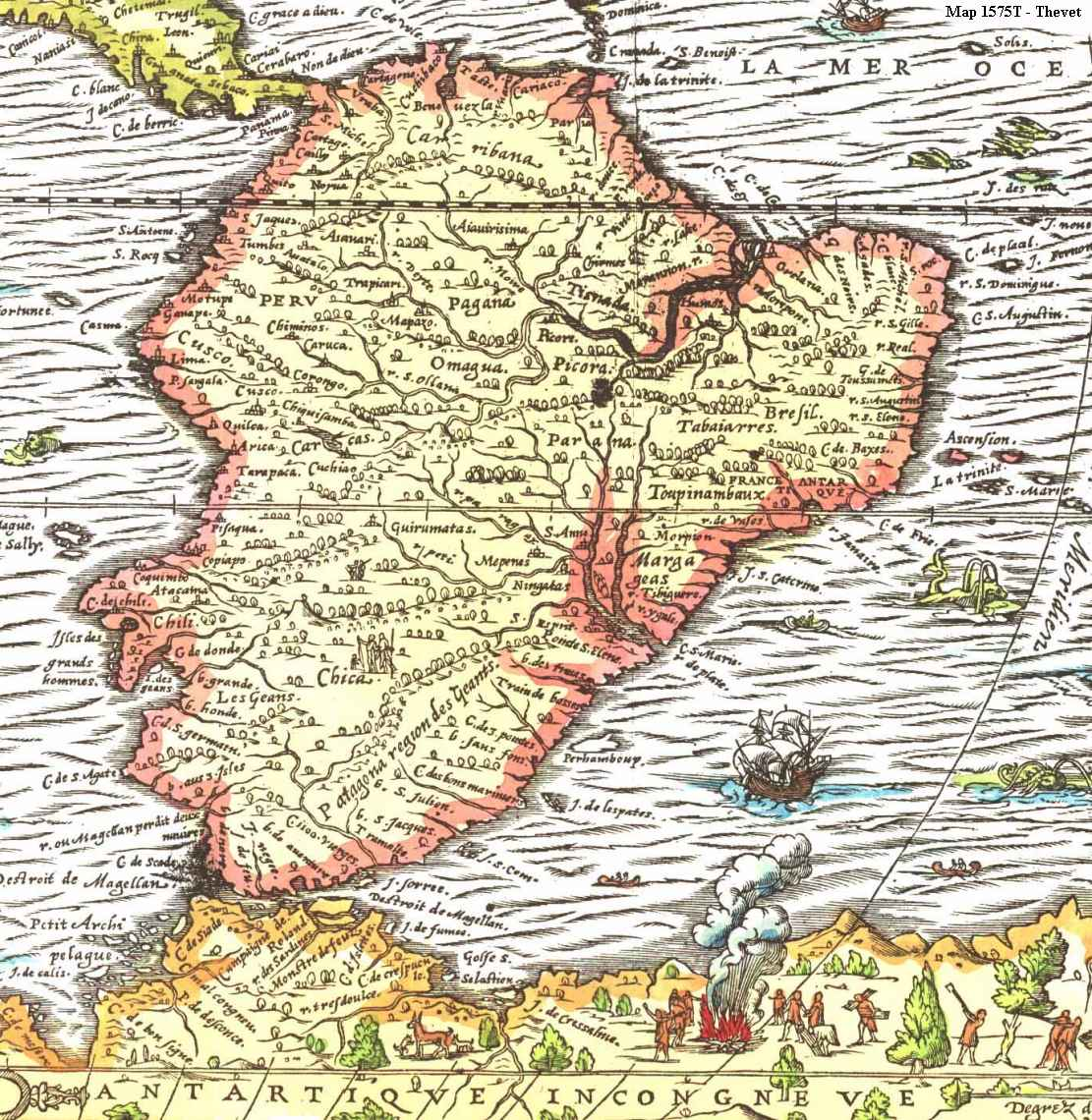
Mapa da América do Sul de 1575

Atraídos pelo barulho e deslumbrados pelos ornamentos religiosos, uns trinta índios Tapinambos, seguiam de longe acompanhando tudo o que se passava. No Brasil, a idade da pedra não tinha passado até a chegada dos europeus. Assentados a alguma distância do mar, dentro da mata, os Tapinambás formaram povoados precários com aglomerações de cabanas mal terminadas, feitas de barro e recobertas de folhas de palmeiras. A autoridade militar precipitou-se em construir um forte e barricadas em geral para assegurar a segurança e o desenvolvimento da colônia pelo fato dos franceses temerem um ataque por parte dos portugueses, já estabelecidos no Brasil, e cuja presença não estava longe dali. Um convento e uma capela foram, em uma costa, construídos pela necessidade ao culto e instrução dos neófitos. Os trabalhos caminharam rapidamente sob a vigilância dos comandantes ou dos mais antigos membros de cada vila.
Uma vez na colônia francesa, o general Daniel de la Touche (ou La Ravardière) julgou oportuno colocar em prática a execução do projeto que ele tinha formado, em uma viagem anterior, de subir novamente o rio Amazonas, cujo longo curso tinha apenas sido pouco visitado pelos indígenas e salvo por alguns navegadores intrépidos, tais como Alphonse le Saintongeois e Jean Mocquet, um médico de Henrique IV. Em 8 de julho de 1613, La Ravardière deixa São Luis do Maranhão ao barulho dos canhões do forte, levando consigo quarenta soldados, dez marujos, e, por prudência e em vista de eventualidades possíveis, vinte indígenas escolhidos com a permissão dos governantes da província. Entretanto, certo que ele se colocaria ligeiramente sobre as bordas do Amazônia às explorações que poderiam ser úteis à França, os padres acreditaram devê-lo prevenir de diversos acontecimentos surgidos na província que os tinha dado a inquietude e assim La Ravardière voltou sobre seus passos. De volta a São Luis, La Ravardière não fica inativo, aumenta os meios de defesa francesa e os números de canhões em posição sobre as muralhas.

Mapa do Brasil no início do século XVI

A despeito destas precauções, os vagos rumores de guerra existiram sempre e dois anos tinha quase nada transcorrido durante o qual a colônia francesa estava estabilizada no Maranhão, mas longe de se consolidar, apesar da coragem e da atividade desdobrada, abandonada à própria sorte, arruinou os primeiros meses do ano de 1614. Cercado pela miséria, Yves d’Évreux, cheio de problemas e cedendo, ao fim de tantas provas, aos cansados de seu apostolado, tinha sido coagido para deixar a missão. Um outro religioso, um grande senhor, o padre Archange de Pembrokel, chega da França e dirige-se a este lugar. Entretanto os portugueses, sob o instinto do governador do Brasil, Jerônimo de Albuquerque, ganharam pouco a pouco o terreno, e um choque, sempre iminente, entre suas tropas e as tropas francesas não poderia mais ser evitada. No mês de novembro, La Ravardière, sitiou São Luis com sua guarnição composta de duas centenas de franceses e mil e quinhentos Tapinambás, logo foi reduzido aos últimos extremos na luta. Em 19 de novembro, uma saída heróica foi a propósito disso bem sucedida, quando um movimento mal executado e a morte do tenente de Pézieux a comprometeu. Foi necessário ceder ao maior número inimigo.

## A obra
Depois de seu retorno a França, com a memória rica de fatos, de lembranças, o espírito livre e o corpo desembaraçado de seus sofrimentos, Yves d’Évreux não tinha mais que outro pensamento do que aquele de escrever a história de sua estada no meio dos indígenas do Maranhão ao lado daqueles que ele tinha deixado, como pastor espiritual, uma parte de seu coração. Encorajado e sustentado por alguns amigos, ele começou o quanto antes esta narrativa, compreendeu como uma sequência à história da missão de padres Capuchinhos na ilha do “Maragnan” de Claude d'Abbeville (1614), e em menos de um ano, sem cansaço nem insatisfação, e com um talento de escrita que, a ponto de vista da forma e da cor, é digno dos mais vivos elogios. Nada de mais instrutivo nem de mais pitoresco que a obra do reverendo capuchinho sobre este lugar e naquele tempo no desconhecido mundo. Cheio de interesses, suas descrições em geografia e em história natural deram, como estilo, um charme particular que lembram os velhos mestres. Se isto não é um erudito, um naturalista, isto é um observador sagaz que viu e bem viu o que escreveu.
Entretanto, a indiferença destas qualidades, o manuscrito do padre Yves foi muito pouco impresso, todos os exemplares foram destruídos, por ordem, a exceção de um só, salvo felizmente por milagre pelo almirante de Razilly. Como explicar as medidas deste rigor que se opuseram à publicação de seu livro? Luís XIII tinha acabado de se casar com a infante da Espanha, Ana da Áustria. Os cortesões, certamente bem atenciosos, pretendiam, pode ser sem o conhecer, que a narrativa, mesmo se prudente, se moderada, ser suscetível em certas passagens de contrariar a corte da Espanha, pois Filipe II dependia, durante 1580 de Portugal. Este acidente injusto, que deve ter afetado dolorosamente o pobre monge, explica largamente porque sua narrativa por muito tempo foi completamente ignorada até sua publicação em 1864 seguindo o exemplar único conservado na Biblioteca nacional.

## Referência
- Ferdinand Denis, Vieux Voyageurs français. Ives d’Évreux, 1798-1890, Paris, H. Fournier, 1835
- Svitte de l'histoire des choses plvs memorables aduenuës en Maragan, és annees 1613. & 1614, Paris, F. Huby, 1615 – (Br: "Continuação da história das coisas mais memoráveis acontecidas no Maranhão nos anos 1613 e 1614")
- Edição moderna: Voyage au nord du Brésil fait en 1613 et 1614, Éd. Hélène Clastres, Paris, Payot, 1985 ISBN 9782228137300
- René Semelaigne, Yves d’Évreux ou Essai de colonisation au Brésil chez les Tapinambos de 1612 à 1614, Paris, Librairie des bibliophiles, 1887